# Горня Трстениця
Горня Трстениця (хорв. Gornja Trstenica) — населений пункт у Хорватії, у Сисацько-Мославинській жупанії у складі громади Гвозд.

## Населення
Населення за даними перепису 2011 року становило 88 осіб.
Динаміка чисельності населення поселення:

## Клімат
Середня річна температура становить 10,57 °C, середня максимальна – 25,11 °C, а середня мінімальна – -6,32 °C. Середня річна кількість опадів – 1030 мм.
| Клімат поселення                              | Клімат поселення | Клімат поселення | Клімат поселення | Клімат поселення | Клімат поселення | Клімат поселення | Клімат поселення | Клімат поселення | Клімат поселення | Клімат поселення | Клімат поселення | Клімат поселення | Клімат поселення |
| Показник                                      | Січ.             | Лют.             | Бер.             | Квіт.            | Трав.            | Черв.            | Лип.             | Серп.            | Вер.             | Жовт.            | Лист.            | Груд.            |                  |
| Середній максимум, °C                         | 6,81             | 8,73             | 13,18            | 17,44            | 21,94            | 25,11            | 24,30            | 23,62            | 20,07            | 15,09            | 9,24             | 5,21             |                  |
| Середня температура, °C                       | 0,23             | 2,17             | 6,62             | 10,86            | 15,37            | 18,54            | 20,22            | 19,54            | 16,00            | 11,02            | 5,16             | 1,13             |                  |
| Середній мінімум, °C                          | −6,32            | −4,4             | 0,04             | 4,30             | 8,79             | 11,98            | 16,16            | 15,47            | 11,91            | 6,95             | 1,08             | −2,94            |                  |
| Норма опадів, мм                              | 63               | 61               | 71               | 84               | 87               | 98               | 91               | 94               | 97               | 100              | 104              | 80               |                  |
| Середньомісячна швидкість вітру, м/с          | 1.60             | 1.80             | 2.20             | 2.10             | 1.90             | 1.70             | 1.70             | 1.60             | 1.50             | 1.60             | 1.70             | 1.70             |                  |
| Середньомісячна сонячна радіація, кДж/м²·день | 4270             | 6958             | 10578            | 15041            | 19277            | 21268            | 22469            | 19365            | 14239            | 8896             | 4709             | 3474             |                  |
| --------------------------------------------- | ---------------- | ---------------- | ---------------- | ---------------- | ---------------- | ---------------- | ---------------- | ---------------- | ---------------- | ---------------- | ---------------- | ---------------- | ---------------- |
| Джерело:                                      |                  |                  |                  |                  |                  |                  |                  |                  |                  |                  |                  |                  |                  |